# Oscaruddelingen 2014
Oscaruddelingen 2014 var den 86. udgave af oscaruddelingen og fandt sted 2. marts 2014 i Dolby Theatre i Hollywood. Ellen DeGeneres var vært for anden gang.

## Priser
Nedenfor angives film nomineret i hver af kategorierne. Vinderen er fremhævet med fede typer. 
| Bedste film | Bedste instruktør |
| --- | --- |
| - 12 Years a Slave – Brad Pitt, Dede Gardner, Jeremy Kleiner, Steve McQueen, og Anthony Katagas - American Hustle – Charles Roven, Richard Suckle, Megan Ellison, og Jonathan Gordon - Captain Phillips – Scott Rudin, Dana Brunetti, og Michael De Luca - Dallas Buyers Club – Robbie Brenner og Rachel Winter - Gravity – Alfonso Cuarón og David Heyman - Hende – Megan Ellison, Spike Jonze, og Vincent Landay - Nebraska – Albert Berger og Ron Yerxa - Philomena – Gabrielle Tana, Steve Coogan, og Tracey Seaward - The Wolf of Wall Street – Martin Scorsese, Leonardo DiCaprio, Joey McFarland, og Emma Tillinger Koskoff | - Alfonso Cuarón – Gravity - David O. Russell – American Hustle - Alexander Payne – Nebraska - Steve McQueen – 12 Years a Slave - Martin Scorsese – The Wolf of Wall Street |
| Bedste mandlige hovedrolle | Bedste kvindelige hovedrolle |
| - Matthew McConaughey – Dallas Buyers Club som Ron Woodroof - Christian Bale – American Hustle som Irving Rosenfeld - Bruce Dern – Nebraska som Woody Grant - Leonardo DiCaprio – The Wolf of Wall Street som Jordan Belfort - Chiwetel Ejiofor – 12 Years a Slave som Solomon Northup | - Cate Blanchett – Blue Jasmine som Jeanette "Jasmine" Francis - Amy Adams – American Hustle som Sydney Prosser - Sandra Bullock – Gravity som Dr. Ryan Stone - Judi Dench – Philomena som Philomena Lee - Meryl Streep – Familien’’ som Violet Weston |
| Bedste mandlige birolle | Bedste kvindelige birolle |
| - Jared Leto – Dallas Buyers Club som Rayon - Barkhad Abdi – Captain Phillips som Abduwali Muse - Bradley Cooper – American Hustle som Agent Richard "Richie" DiMaso - Michael Fassbender – 12 Years a Slave som Edwin Epps - Jonah Hill – The Wolf of Wall Street som Donnie Azoff | - Lupita Nyong'o – 12 Years a Slave som Patsey - Sally Hawkins – Blue Jasmine som Ginger - Jennifer Lawrence – American Hustle’’ som Rosalyn Rosenfeld - Julia Roberts – Familien som Barbara Weston-Fordham - June Squibb – Nebraska som Kate Grant |
| Bedste manuskript | Bedste filmatisering |
| - Hende – Spike Jonze - American Hustle – Eric Warren Singer og David O. Russell - Blue Jasmine – Woody Allen - Dallas Buyers Club – Craig Borten og Melisa Wallack - Nebraska – Bob Nelson | - 12 Years a Slave – John Ridley - Before Midnight – Richard Linklater, Julie Delpy, og Ethan Hawke - Captain Phillips – Billy Ray - Philomena – Steve Coogan og Jeff Pope - The Wolf of Wall Street – Terence Winter |
| Bedste animationsfilm | Bedste udenlandske film |
| - Frost – Chris Buck, Jennifer Lee, og Peter Del Vecho - Croods – Kirk DeMicco, Chris Sanders, og Kristine Belson - Grusomme mig 2 – Pierre Coffin, Chris Renaud, og Chris Meledandri - Ernest & Celestine – Benjamin Renner og Didier Brunner - Når vinden rejser sig – Hayao Miyazaki og Toshio Suzuki | - Den store skønhed (Italien) på Italiensk – Paolo Sorrentino - The Broken Circle Breakdown (Belgien) på hollandsk – Felix Van Groeningen - Jagten (Danmark) på Dansk – Thomas Vinterberg - L'image manquante (Cambodia) på Fransk – Rithy Panh - Omar (Palæstina) på Arabisk – Hany Abu-Assad |
| Bedste dokumentar | Bedste korte dokumentar |
| - 20 Feet from Stardom – Morgan Neville, Gil Friesen, og Caitrin Rogers - The Act of Killing – Joshua Oppenheimer og Signe Byrge Sørensen - Cutie and the Boxer – Zachary Heinzerling og Lydia Dean Pilcher - Dirty Wars – Richard Rowley og Jeremy Scahill - The Square – Jehane Noujaim og Karim Amer | - The Lady in Number 6: Music Saved My Life – Malcolm Clarke og Nicholas Reed - CaveDigger – Jeffrey Karoff - Facing Fear – Jason Cohen - Karama Has No Walls – Sara Ishaq - Prison Terminal: The Last Days of Private Jack Hall – Edgar Barens |
| Bedste kortfilm | Bedste korte animationsfilm |
| - Helium – Anders Walter og Kim Magnusson - Aquel no era yo (That Wasn't Me) – Esteban Crespo - Avant que de tout perdre (Just Before Losing Everything) – Xavier Legrand og Alexandre Gavras - Pitääkö mun kaikki hoitaa? (Do I Have to Take Care of Everything?) – Selma Vilhunen og Kirsikka Saari - The Voorman Problem – Mark Gill og Baldwin Li | - Mr. Hublot – Laurent Witz og Alexandre Espigares - Feral – Daniel Sousa og Dan Golden - Get a Horse! – Lauren MacMullan og Dorothy McKim - Possessions – Shuhei Morita - Room on the Broom – Max Lang og Jan Lachauer |
| Bedste musik | Bedste sang |
| - Gravity – Steven Price - The Book Thief – John Williams - Hende – William Butler og Owen Pallett - Philomena – Alexandre Desplat - Saving Mr. Banks – Thomas Newman | - "Let It Go" fra Frost – Kristen Anderson-Lopez og Robert Lopez - "Happy" fra Grusomme mig 2 – Pharrell Williams - "The Moon Song" fra Hende – Karen Orzolek and Spike Jonze - "Ordinary Love" fra Mandela: Vejen til frihed – U2 - "Alone, Yet Not Alone" fra Alone Yet Not Alone – Bruce Broughton og Dennis Spiegel (nominering trukket tilbage)                                                                       |
| Bedste lydredigering | Bedste lyd |
| - Gravity – Glenn Freemantle - All Is Lost – Steve Boeddeker og Richard Hymns - Captain Phillips – Oliver Tarney - The Hobbit: The Desolation of Smaug – Brent Burge og Chris Ward - Lone Survivor – Wylie Stateman | - Gravity – Skip Lievsay, Niv Adiri, Christopher Benstead, og Chris Munro - The Hobbit: The Desolation of Smaug – Christopher Boyes, Michael Hedges, Michael Semanick, og Tony Johnson - Captain Phillips – Chris Burdon, Mark Taylor, Mike Prestwood Smith, og Chris Munro - Inside Llewyn Davis – Skip Lievsay, Greg Orloff, og Peter F. Kurland - Lone Survivor – Andy Koyama, Beau Borders, og David Brownlow          |
| Bedste scenografi | Bedste fotografering |
| - Den Store Gatsby – Catherine Martin (Production Design); Beverley Dunn (Set Decoration) - American Hustle – Judy Becker (Production Design); Heather Loeffler (Set Decoration) - Gravity – Andy Nicholson (Production Design); Rosie Goodwin og Joanne Woollard (Set Decoration) - Hende – K. K. Barrett (Production Design); Gene Serdena (Set Decoration) - 12 Years a Slave – Adam Stockhausen (Production Design); Alice Baker (Set Decoration) | - Gravity – Emmanuel Lubezki - The Grandmaster – Philippe Le Sourd - Inside Llewyn Davis – Bruno Delbonnel - Nebraska – Phedon Papamichael* - Prisoners – Roger Deakins |
| Bedste make-up | Bedste kostumer |
| - Dallas Buyers Club – Adruitha Lee og Robin Mathews - Jackass Presents: Bad Grandpa – Stephen Prouty - The Lone Ranger – Joel Harlow og Gloria Pasqua-Casny | - Den Store Gatsby – Catherine Martin - American Hustle – Michael Wilkinson - The Grandmaster – William Chang Suk Ping - The Invisible Woman – Michael O'Connor - 12 Years a Slave – Patricia Norris |
| Bedste klipning | Bedste visuelle effekter |
| - Gravity – Alfonso Cuarón og Mark Sanger - American Hustle – Jay Cassidy, Crispin Struthers, og Alan Baumgarten - Captain Phillips – Christopher Rouse - Dallas Buyers Club – John Mac McMurphy og Martin Pensa - 12 Years a Slave – Joe Walker | - Gravity – Tim Webber, Chris Lawrence, Dave Shirk, og Neil Corbould - Hobitten: Dragen Smaugs ødemark – Joe Letteri, Eric Saindon, David Clayton, og Eric Reynolds - Iron Man 3 – Christopher Townsend, Guy Williams, Erik Nash, og Dan Sudick - The Lone Ranger – Tim Alexander, Gary Brozenich, Edson Williams, og John Frazier - Star Trek Into Darkness – Roger Guyett, Patrick Tubach, Ben Grossmann, og Burt Dalton |